# 大下誠一郎
大下 誠一郎（おおした せいいちろう、1997年11月3日 - ）は、福岡県北九州市若松区出身のプロ野球選手（内野手、捕手）。右投右打。千葉ロッテマリーンズ所属。

## 経歴

### プロ入り前
友人に誘われて小学1年時からソフトボールを始め、4年時から硬式野球に転向。小学6年時まで所属していた「八幡中央ボーイズ」で全国大会に出場し、自身も九州選抜チームの一員として全国選抜大会での優勝を経験した。
北九州市立若松中学校への進学後は、投手兼内野手としてボーイズリーグの「小倉バディーボーイズ」でプレー。在籍中にストレートで最速140km/hを計測したほか、公式戦で8本の本塁打を放った。さらに、3年時（2012年）の世界少年野球大会で、ボーイズリーグの日本代表に選出。4番打者としてチームの優勝に貢献した。
中学卒業後は栃木県の白鷗大学足利高等学校へ進学。硬式野球部への入部直後から外野手兼投手としてベンチ入りを果たすと、2年時には第86回選抜高等学校野球大会へ出場。東陵高校との1回戦で、4本の二塁打を放った。甲子園球場での全国大会において、1人の選手が1試合で4本の二塁打を放った事例は、この試合での大下が初めてであった。前述した選抜大会では、投手としてマウンドにも立ったが2回戦で敗退。2試合通算で、打率.625、0本塁打、4打点、防御率27.00という成績を残した。在学中には対外試合で通算29本塁打を記録した。
高校卒業後は系列校の白鷗大学へ進学すると、関甲新学生野球リーグへ参加する硬式野球部に入部。1年時には、春季リーグ戦に「3番・指名打者」としてレギュラーに抜擢されると、一塁手として臨んだ秋季リーグ戦で、打率.310、1本塁打、9打点を記録。一塁手でベストナインに選出された。監督の黒宮寿幸から主将に任命された2年時（詳細後述）以降は、「4番・三塁手」としてチームを牽引。4年時には、主将の座を同学年のラミレス・レンソに譲り、選手会長を務めた。在学中には、通算で10本塁打を記録。3学年先輩に大山悠輔がおり、大山から譲り受けたバットの改良モデルを試合で使っていた。
2019年10月17日に行われたドラフト会議では、オリックス・バファローズから育成6位指名を受け、支度金330万円、年俸240万円（金額は推定）という条件で育成選手として入団した。背番号は006で、外野手として登録された。

### オリックス時代

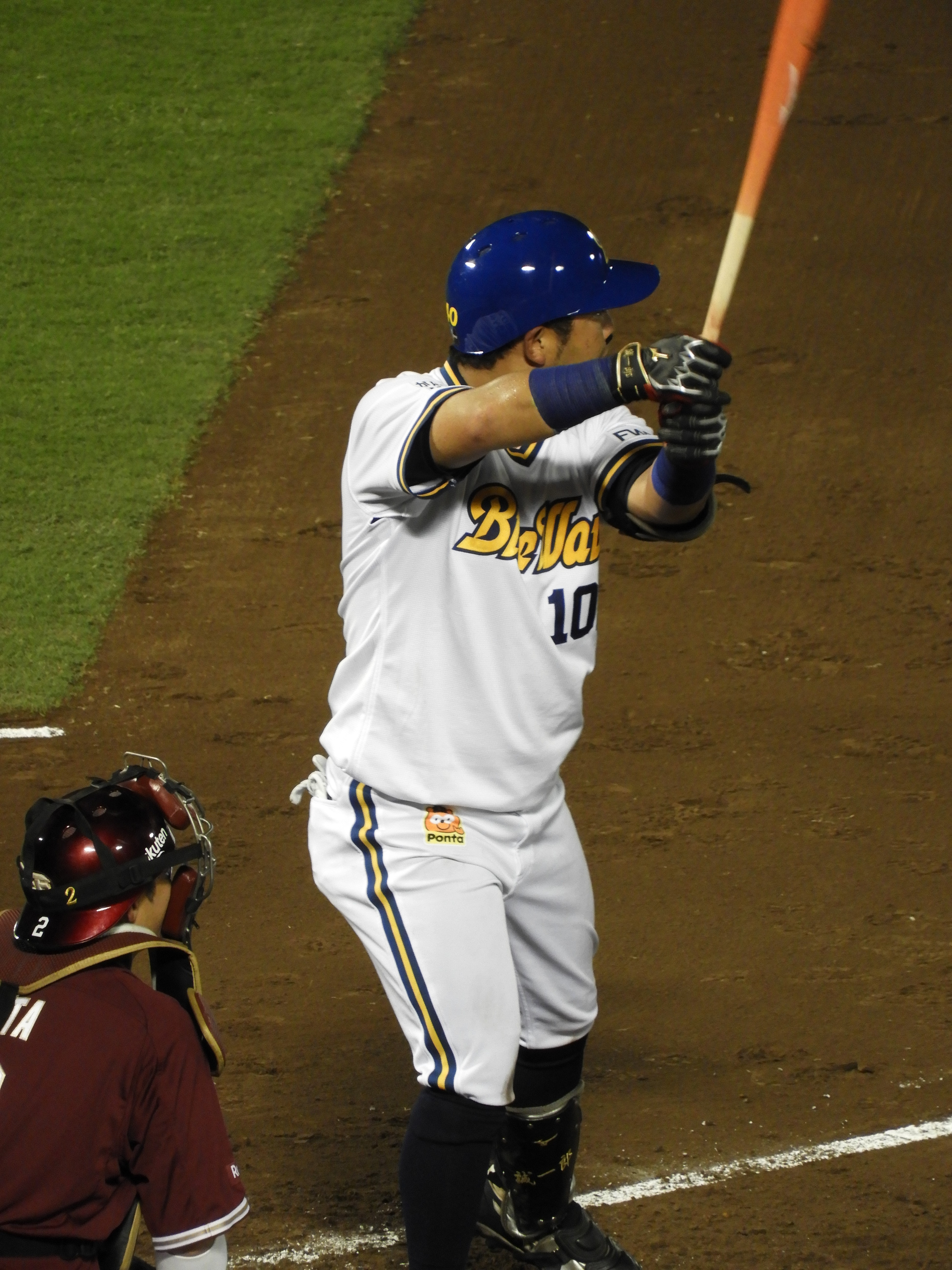
支配下登録直後の大下。新背番号の復刻ユニフォームが手配できず、山岡洋之打撃投手の背番号「102」を着用している（2020年9月16日 ほっともっとフィールド神戸）

2020年は、レギュラーシーズンの開幕から9月14日まで、ウエスタン・リーグ公式戦58試合に出場。外野手登録ながら、41試合で三塁、26試合で一塁を守ったほか、打率.219、2本塁打、21打点という成績を残し、9月14日に支配下選手登録されることが発表された。背番号は40。翌9月15日の対東北楽天ゴールデンイーグルス戦（ほっともっとフィールド神戸）で「8番・三塁手」として先発出場し一軍公式戦へのデビューを果たすと、2回表一死一・二塁で迎えた第1打席で、一軍公式戦の初安打を辛島航からの3点本塁打で記録した。NPBの一軍公式戦における初打席本塁打は史上66人目だが、育成ドラフト会議での指名を経てNPBの加盟球団へ入った選手が、入団1年目のシーズン中に育成選手契約から支配下選手契約への移行を経て記録した事例は史上初。以降もシーズン終了まで一軍に帯同すると、32試合の出場で打率.216、2本塁打、9打点を記録。守備面では、23試合で三塁、7試合で一塁を守った一方で、外野の守備に就く機会はなかった。12月3日に臨んだ契約交渉で、育成契約での入団から1年目で支配下選手登録を果たしたことへの高い評価を背景に、推定年俸840万円（入団時から3.5倍増、支配下選手契約の締結時から2倍増）という条件で契約を更改。
2021年は、登録ポジションを内野手に変更。自主トレーニングの終盤に左第5・6肋骨の疲労骨折が判明し、春季キャンプへの参加を見合わせた。オープン戦で実戦に復帰したが、打撃が振るわず、レギュラーシーズンの開幕を二軍で迎えた。ウエスタン・リーグの公式戦で3割を超える打率を記録したことを背景に、開幕直後の4月11日から一軍へ合流したが、同月19日に出場選手登録を抹消。アダム・ジョーンズが新型コロナウイルスのワクチン接種による副反応で戦線を離脱したことに伴って、9月7日付でNPBの感染拡大防止特例2021に基づく代替選手として一軍に復帰した。同日にほっともっとフィールド神戸で催された千葉ロッテマリーンズとの首位攻防戦で、8回裏に代打で起用され、一軍でのシーズン1号本塁打を記録。さらに、一塁の守備へ就いた後に臨んだ9回裏一死満塁の第2打席でサヨナラ安打を放ち、チームを2位から首位に浮上させた。シーズンでの出場試合数は僅か15試合にとどまるも、同年の日本シリーズの出場資格者名簿入り。第4戦と第6戦で代打起用されるも、いずれの場面も安打を打てず、勝利に貢献できなかった。12月8日の契約交渉では、60万円増の推定年俸900万円で契約を更改した。
2022年は1年を通して調子が上がらず、オフの契約更改交渉の場で「全てにおいて全然駄目だった」と語るシーズンだった。一軍では本塁打、打点ともに記録できず、プロ入り後最少の5試合の出場にとどまり、二軍においても71試合に出場しながら打率.254、2本塁打、15打点と振るわなかった。11月16日の契約交渉では、100万円減の推定年俸800万円で更改した。

### ロッテ時代
2022年12月9日、同年から初めて実施された現役ドラフトで千葉ロッテマリーンズから指名されて移籍した。同月20日、ZOZOマリンスタジアムで入団会見が行われ、背番号は39になった。
2023年は、自身初の開幕一軍入りを果たす。6月3日、移籍後初本塁打を放った。同月29日に移籍後初めて登録抹消された。8月29日に再昇格後、登録と抹消を繰り返し、最終的に23試合の出場にとどまり、打率.227、1本塁打、2打点の成績ながら、ロッテでもその声とハッスルプレーでムードメーカーとしてチームの盛り上げ役を務め上げ、11月18日の契約更改時の取材に対して「一日でも早くなじめたので良かった」と述べている。翌年の推定年俸は現状維持の800万円で更改した。
2024年は春季キャンプから捕手に本格挑戦。2年連続で開幕を一軍で迎えると、結果的に一軍公式戦でマスクを被る機会は無かったものの、1年間一軍で完走した。この年は22試合の出場で打率.150、0本塁打、1打点を記録。オフに現状維持となる推定年俸800万円で契約を更改した。

## 選手としての特徴
身長171cm・体重89kgの体格から力強い打球を放つ右のスラッガー。白鷗大学の硬式野球部で2・3年時に主将を任されるなど、リーダーシップも高く評価されている。
選球眼が良く、プロ入り後、二軍では打率より1割程度高い出塁率を毎年誇っている。また、2ストライクまでは自分のスイングを心掛け、追い込まれてからはバットを少し短く持ち、何球も粘る意識で三振しないよう心掛けていると言い、実際に2022年は二軍で217打席に立って16三振と少なかった。
守備では一塁や三塁を守り、1年目のシーズン終了後の契約更改では正三塁手への定着を目標に掲げていた。前述した大柄な体格でありながら、内野守備での動きはスムーズで、柔らかさと正確さを兼ね備えたスローイングにも定評がある。なお、オリックスには外野手として入団したが、公式戦では一・二軍とも外野の守備へ就いたことがなく、2年目からは内野手として登録された。ロッテ移籍後は、二軍で一塁や三塁の他に二塁を守ったことがあり、更に2023年7月12日の二軍公式戦では捕手として先発出場も経験している。2024年の春季キャンプでは本職の一塁や三塁のシートノックに参加している一方で、1日目から連日、捕手の防具を付けてブルペンに入って球を受けており、BASEBALL KINGの取材に対して「捕手8割、野手2割」「捕手をメインにしてやっていく形」と答えている。

## 人物・エピソード
愛称は「セイイチ」、「社長」。
故郷の北九州弁が混じる喋り方で、オリックスへの入団後は、一軍でのデビュー戦から試合後のヒーローインタビューで場内を沸かせている。
実父は大下の高校3年時（2015年）から脳内出血、学生時代の監督の黒宮は大下の大学卒業・オリックス入団後（2020年5 - 10月）に脳梗塞で療養とリハビリの生活を余儀なくされている。大下は、支配下選手登録の当日（2020年9月14日）に登録された旨を黒宮へ電話で報告した際に、「感謝の気持ちはバットで返します。（一軍に昇格したら）お見舞い（の気持ち）で（本塁打を）打ちますので、見ていて下さい」と黒宮に約束。その約束通りに、翌日（15日）の対楽天戦で一軍公式戦初打席本塁打を記録した。さらに、野球を続けるうえでのモチベーションを「脳内出血からのリハビリへ懸命に取り組む実父を毎日支えること」へ置いていることを背景に、この打席でのホームランボールを実父へ贈る意向を示している。

### プロ入り前のエピソード
白鷗大学足利高校と白鷗大学の硬式野球部で、監督の立場から7年間にわたって指導を受けた黒宮に強い恩義を感じている。大下によれば、福岡県北九州市の若松中学校から栃木県の白鷗大学足利高校へ進学したのは、「仲間が理不尽な目に遭ったら、そのような目に遭わせた相手と喧嘩するほど、後輩や同級生を守るために一肌脱げる」という性格が「ヤンチャ」と誤解されたせいで、地元・九州地方の高校への進学が叶わなかったからという。黒宮は、そのような性格を理解したうえで、「勝ちたいという気持ちが誰よりも強く、仲間たちにも厳しいことが言える」という理由で、大下を大学2年時から主将に任命した。黒宮によれば、「大下の負けん気は（白鷗大学在籍時の）大山の10倍ほど強い」「大下はやんちゃ坊主だけど、人一倍義理堅く、一本気で絶対に弱い者いじめをしない。キャプテンシーも抜群で、先輩にも臆せず話せるので、2年生から3年生の秋まで主将を任せた」とのことである。「我の強い選手を毎年一人入れたい」と考えるオリックス編成部副部長の牧田勝吾は、上記のような大下の性格面を高く評価。身体面で周囲からは指名に反対する声が多かったものの、2019年育成ドラフトでの指名にこぎつけた。
大学在学中にリーゼントと派手な袴姿（総額13万円）で地元・北九州市の成人式に参加したところ、地元のテレビ局から取材を受けた。

### プロ入り後のエピソード
オリックスへの入団後も、「男の勲章」（嶋大輔がリーゼント姿で歌っていた楽曲）を登場曲に選定した縁で、嶋本人からSNSを通じて激励。入団1年目のシーズン終了後には、契約交渉での大幅な昇給を見越してレクサス・RX（トヨタ自動車の高級車）を購入している。
オリックスの入団1年目（2020年）に参加した春季二軍キャンプでは、「自分は元気が一番。声でチームを引っ張れるような存在になっていきたい」との抱負を述べていた。その抱負の下に、実戦で一塁や三塁の守備に就くようになってからは、グラウンド中に響き渡るほどの大声でチームメイトを頻繁に鼓舞。さらに、キャンプ中から練習へ熱心に取り組んでいたため、当時二軍監督だった中嶋聡から「元気もあるし、使いたくなる選手」と評価されていた。中嶋は同年のシーズン途中（8月22日）から一軍の監督代行に転じていたため、大下の支配下選手登録・出場選手登録を受けて、大下を一軍公式戦のスタメンにいきなり抜擢した。大下は一軍でも大声でチームを盛り上げていたため、その姿を見ていたファンが、「抗菌作用が強い」「喉に良い」とされるマヌカハニーの販売会社に対して「大下にマヌカハニーを贈って欲しい」と要望。シーズン終盤の10月には、その会社から大下に瓶詰めのマヌカハニーが届けられた。これをきっかけに、就寝前に摂取するなどマヌカハニーを愛用しているという。
オリックスでの一軍デビュー戦（2020年9月15日の対楽天戦）は、「THANKS KOBE～がんばろう神戸25th～」（ブルーウェーブ復刻試合）の初戦でもあった。もっとも、大下の出場選手登録が試合の当日（支配下選手登録の翌日）に為された関係で、ブルーウェーブ復刻仕様ユニフォームの手配が大下の分だけ間に合わなかった。そのため、同日と翌16日の試合には、楽天側の許可を得たうえで打撃投手である山岡洋之の背番号102のユニフォームを着用（本記事「オリックス時代」節の写真は16日の試合のもの）新しい背番号40の付いた復刻ユニフォームを着用できたのは、17日の最終戦だけだったが、3試合すべてにスタメンで出場。初戦の初打席本塁打を皮切りに、いずれの試合でも安打を記録した。翌年のほっともっとフィールド神戸で開催されたロッテとの首位攻防戦でも、サヨナラヒットを打って首位浮上に貢献した。また、神戸開催となった日本シリーズ第6戦でもサヨナラのチャンスに代打出場するなど、神戸には何かと縁の深い選手である。
自身が出ていない試合の映像は見る必要がないと語っており、2022年にチームがリーグ2連覇、26年ぶりの日本一を達成しながらも、その年、不調に終わった大下はテレビ放送で試合を見ていなかったという。

## 詳細情報

### 年度別打撃成績
| 年 度     | 球 団      | 試 合 | 打 席 | 打 数 | 得 点 | 安 打 | 二 塁 打 | 三 塁 打 | 本 塁 打 | 塁 打 | 打 点 | 盗 塁 | 盗 塁 死 | 犠 打 | 犠 飛 | 四 球 | 敬 遠 | 死 球 | 三 振 | 併 殺 打 | 打 率 | 出 塁 率 | 長 打 率 | O P S |
| --------- | ---------- | ----- | ----- | ----- | ----- | ----- | -------- | -------- | -------- | ----- | ----- | ----- | -------- | ----- | ----- | ----- | ----- | ----- | ----- | -------- | ----- | -------- | -------- | ----- |
| 2020      | オリックス | 32    | 104   | 88    | 10    | 19    | 6        | 0        | 2        | 31    | 9     | 0     | 1        | 2     | 1     | 8     | 0     | 5     | 15    | 3        | .216  | .314     | .352     | .666  |
| 2021      | オリックス | 15    | 27    | 25    | 1     | 4     | 0        | 0        | 1        | 7     | 2     | 0     | 0        | 0     | 0     | 1     | 0     | 1     | 7     | 0        | .160  | .222     | .280     | .502  |
| 2022      | オリックス | 5     | 10    | 8     | 1     | 2     | 2        | 0        | 0        | 4     | 0     | 0     | 0        | 0     | 0     | 1     | 0     | 1     | 2     | 0        | .250  | .400     | .500     | .900  |
| 2023      | ロッテ     | 23    | 28    | 22    | 2     | 5     | 0        | 0        | 1        | 8     | 2     | 0     | 1        | 1     | 0     | 2     | 0     | 3     | 7     | 0        | .227  | .370     | .364     | .734  |
| 2024      | ロッテ     | 22    | 22    | 20    | 1     | 3     | 1        | 0        | 0        | 4     | 1     | 0     | 0        | 1     | 0     | 1     | 0     | 0     | 4     | 0        | .150  | .190     | .200     | .390  |
| 通算：5年 | 通算：5年  | 97    | 191   | 163   | 15    | 33    | 9        | 0        | 4        | 54    | 14    | 0     | 2        | 4     | 1     | 13    | 0     | 10    | 35    | 3        | .202  | .299     | .331     | .631  |

- 2024年度シーズン終了時

### 年度別守備成績
| 年 度 | 球 団      | 一塁  | 一塁  | 一塁  | 一塁  | 一塁  | 一塁     | 三塁  | 三塁  | 三塁  | 三塁  | 三塁  | 三塁     |
| 年 度 | 球 団      | 試 合 | 刺 殺 | 補 殺 | 失 策 | 併 殺 | 守 備 率 | 試 合 | 刺 殺 | 補 殺 | 失 策 | 併 殺 | 守 備 率 |
| ----- | ---------- | ----- | ----- | ----- | ----- | ----- | -------- | ----- | ----- | ----- | ----- | ----- | -------- |
| 2020  | オリックス | 7     | 40    | 5     | 0     | 3     | 1.000    | 23    | 9     | 25    | 2     | 3     | .944     |
| 2021  | オリックス | 6     | 30    | 0     | 0     | 4     | 1.000    | 1     | 0     | 1     | 0     | 0     | 1.000    |
| 2022  | オリックス | 3     | 14    | 4     | 1     | 1     | .947     | -     | -     | -     | -     | -     | -        |
| 2023  | ロッテ     | 7     | 9     | 2     | 0     | 1     | 1.000    | 2     | 0     | 1     | 0     | 0     | 1.000    |
| 2024  | ロッテ     | 11    | 22    | 3     | 0     | 2     | 1.000    | 5     | 1     | 2     | 0     | 0     | 1.000    |
| 通算  | 通算       | 34    | 115   | 14    | 1     | 11    | .992     | 31    | 10    | 29    | 2     | 3     | .951     |

- 2024年度シーズン終了時

### 記録
初記録
- 初出場・初先発出場：2020年9月15日、対東北楽天ゴールデンイーグルス13回戦（ほっともっとフィールド神戸）、「8番・三塁手」で先発出場
- 初打席・初安打・初本塁打・初打点：同上、2回裏に辛島航から左越3ラン

その他の記録
- 初打席本塁打 ※史上66人目、育成契約を経た新人選手としては史上初[48]

### 背番号
- 006（2020年 - 同年9月13日）
- 40（2020年9月14日 - 2022年）
- 39（2023年 - ）

### 登場曲
- 『ギザギザハートの子守唄』チェッカーズ（2020年）
- 『男の勲章』嶋大輔（2020年[注 1] - ）